# Mit みんなのニュース
『mitみんなのニュース』（ミットみんなのニュース）は、岩手めんこいテレビ（mit）で2015年3月30日から2018年4月1日まで放送された夕方の岩手県向けローカルワイドニュース番組である。

## 番組概要
キー局・フジテレビが『（FNN）みんなのニュース』をスタートさせることに伴い、『mitスーパーニュース』の後継番組として放送開始。
フジテレビに合わせて改題したものの、ローカル部分は「スーパーニュース」と大きな変化はなく、キャスターはそのまま続投。曜日別特集も「スーパー…」のものを引き継いでいた。
土・日曜は厳密には「FNN みんなのニュース Weekend」として放送され、後半でローカルニュースを挿入していた。

## 放送時間
- 平日（月曜 - 金曜）：16:50 - 19:00
- 土曜・日曜：17:30 - 18:00

## 平日の構成
- 16:50 - 全国ニュース  (フジテレビ発)
- 18:14 - 県内ニュース、特集、天気予報
  - 2017年度からオープニングは県内の幼稚園・保育園児がタイトルコールを行っている（一週間通し）。
- 18:50.30 - 全国ニュース（フジテレビ発）
  - 2016年度以降、ミニ番組「きょうの県議会」が組まれる日は、18時50分以降のネット枠を休止していた。
  - 2017年度からは岩手県内の祭り中継を行うことがあり、この場合は18時50分～の枠も県内発としていた。

### 特集
- 月曜日 - 「Mスポ」 - 県内のスポーツ情報
- 火曜日 - 「みんなのコンシェルジュ」 - 話題のスポットを紹介
- 水曜日 - 「みんなの特集」 - 気になるニュースやトピックスを詳しく
- 木曜日 - 「響け!復興の槌音」 - 被災地復興にかける店舗やプロジェクトを取り上げる、「産直ナビ」 - 県内の産直施設の紹介
- 金曜日 - 「みんなのふるさと応援隊」 - 故郷の地域おこしを応援

### 中継
- まれに県内から生中継を行うことがある。同局アナウンサーが担当し、場合によってはメインキャスターが出向く場合もある。
- 17時台の全国ネット枠で岩手県内から中継を行った場合、18時台の県内ニュース枠でも引き続き中継を行う。

## 終了時点の出演者
全員、岩手めんこいテレビのアナウンサー（＊除く）

### 平日版
- 高橋裕二 - キャスター
- 米澤かおり - キャスター
- 石橋美希 - 天気予報／月・火曜
- 吉田裕美※（気象予報士） - 同上／水 - 金曜

※2015年6月3日から吉田裕美が番組復帰のため、飛田紗里が月 - 火曜担当となった。

### 週末版
- シフト勤務

## 過去の出演者
- 伊藤健太 - （月 - 金曜キャスター。2015年 - 2016年12月）
- 飛田紗里（天気予報担当。2015年 - 2017年3月）月・火曜[2]

## mit歴代の夕方ニュース
| 期間      | 期間      | 平日                | 週末                         |
| --------- | --------- | ------------------- | ---------------------------- |
| 1991.4.1  | 1997.3.30 | mitスーパータイム   | mitスーパータイム            |
| 1997.3.31 | 1998.3.29 | mitザ・ヒューマン   | mitザ・ヒューマン            |
| 1998.3.30 | 2001.4.1  | mitスーパーニュース | mitスーパーニュース          |
| 2001.4.2  | 2015.3.29 | mitスーパーニュース | FNNスーパーニュースWEEKEND   |
| 2015.3.30 | 2018.4.1  | mitみんなのニュース | FNN みんなのニュース Weekend |
| 2018.4.2  | 2019.3.31 | mitプライムニュース | プライムニュース イブニング  |
| 2019.4.1  | 2020.9.27 | mit Live News       | Live News it!                |
| 2020.9.28 | 現在      | mit Live News       | Live News イット!            |